# ヘッセン＝マールブルク方伯領

ヘッセン＝マールブルク方伯領
Landgrafschaft Hessen-Marburg

ヘッセン＝マールブルク方伯領（Landgrafschaft Hessen-Marburg）は、ヘッセンに1458年から1500年、および1567年から1604年の間に存在した神聖ローマ帝国の領邦の1つ。

## 歴史
ヘッセン方伯ルートヴィヒ1世が1458年に死去した後、その領地は2人の息子ルートヴィヒ2世とハインリヒ3世で分割された。ルートヴィヒ2世が下ヘッセン（ヘッセン＝カッセル）を統治する一方で、ハインリヒ3世はマールブルクを首都とする上ヘッセンを受け取り、ヘッセン＝マールブルク方伯領が成立した。この家系はハインリヒ3世の息子ヴィルヘルム3世が1500年に嗣子なく死去したことで断絶し、方伯領はルートヴィヒ2世の息子ヴィルヘルム2世のもとでヘッセン方伯領として統合された。
その後、ヘッセン方伯フィリップ1世は遺言において、最初の結婚で生まれた4人の息子に遺産を分割することを命じた。次男ルートヴィヒ4世は、1567年にオーバーヘッセン、いわゆる「ラーンの土地」で方伯領の約4分の1を受け取った。ルートヴィヒ4世はマールブルク城に居住し、ヘッセン家の分家であるヘッセン＝マールブルク家を創設したが、1604年のルートヴィヒ4世の死により、ヘッセン＝マールブルク方伯領は再び消滅した。
ルートヴィヒ4世は、相続と購入によって領地を大幅に拡大させた。1599年までに、イッター、ビンゲンハイム（ライヒェルスハイムを除く）の一部、ブッツバッハの町の4分の1、リスベルクとウルリヒシュタインの町、ロラーの裁判所、ホイヒェルハイムの村、ロトハイム 、フェリングスハウゼンおよびリンデンが領地に加えられた。さらに、ローゼンタール、バッテンベルク、メルナウおよびヴェッターの半分、シェーンシュタイン地区のモイシャイト、ヴィンターシャイト、リシャイトおよびハイムバッハの村、およびビュゼック渓谷の相続分も加わった。

## マールブルクの継承争い
ルートヴィヒ4世には子供がいなかったため、1604年にルートヴィヒ4世の領土は2人の甥、ヘッセン＝カッセル方伯とヘッセン＝ダルムシュタット方伯に分割相続されたが、ルター派を維持することを条件としていた。この分割と、ヘッセン＝カッセル方伯モーリッツがカルヴァン派に改宗したことに起因する対立は、ヘッセン＝カッセルとヘッセン＝ダルムシュタットの間で何十年にもわたる相続争いにつながった。三十年戦争（1618年 - 1648年）では、両方伯は敵として戦った。1627年9月24日に入植が行われたのは、このような状況下においてのことであった。こうして、ヘッセン＝ダルムシュタットはヘッセン＝マールブルクの旧方伯領の過半数を獲得した。しかしそれは長くは続かず、三十年戦争内の戦争であるヘッセン戦争という、2つのヘッセン領邦間のさらなる軍事衝突につながった。この対立は、1648年4月14日に結ばれた条約によりようやく解決され、その後まもなくヴェストファーレン条約により確認された。ヘッセン＝カッセルはヘッセン＝マールブルクの約4分の1を「首都」マールブルクとともに受け取り、残りの領地はヘッセン＝ダルムシュタットに残され、その「首都」はギーセンとなった。

## その後
19世紀、ヘッセン選帝侯領の上ヘッセン州とヘッセン大公国の上ヘッセン州の2つの州が、上ヘッセン地域のかつてのヘッセン＝マールブルク方伯領の領地に置かれた。

## 以前に上ヘッセンに置かれた方伯領
ヘッセン＝マールブルクが成立する以前にも、上ヘッセンに方伯領が置かれている。1308年、初代ヘッセン方伯ハインリヒ1世の息子らが領地を分割相続した。オットー1世がマールブルク周辺の上ヘッセン方伯領を、異母弟ヨハンがカッセル周辺の下ヘッセン方伯領を受け取った。1311年にヨハンが死去した後、2つの方伯領はオットーにより統一された。